# Instituut van de Goede Herder
Het Instituut van de Goede Herder (Institut du Bon Pasteur) is een Gemeenschap van Apostolisch Leven van pauselijk recht die op 8 september 2006 door de Congregatie voor de Clerus werd opgericht.
De hoofdzetel van het instituut bevindt zich in Bordeaux. Men heeft een studiehuis (collegium) in Rome, nabij Vaticaanstad, inclusief een kapel. In Zuid-Amerika heeft het instituut ook kapellen.
De stichtende leden zijn de priesters Philippe Laguérie (overste), Paul Aulagnier, Guillaume de Tanoüarn, Christophe Héry en Henri Forestier. Ze behoorden allen tot het Priesterbroederschap Sint Pius X.